# Полет 261 на „Аляска Еърлайнс“
Полет 261 на „Аляска Еърлайнс“ е редовен международен пътнически полет от международното летище „Густаво Диас Ордас“ в Пуерто Валярта, Мексико, до международното летище „Сиатъл–Такома“ близо до Сиатъл, Вашингтон, Съединените американски щати с междинно кацане на международното летище „Сан Франциско“ близо до Сан Франциско, Калифорния. На 31 януари 2000 г. „Макдонъл Дъглас MD-83“, който изпълнява полета, се разбива в Тихия океан приблизително 4,3 км северно от остров Анакапа, Калифорния, след катастрофална загуба на контрол на наклонената ос, като по този начин убива всички 88 на борда: 2-ма пилоти, 3 стюардеси и 83 пътници.
Последвалото разследване от Националния съвет за безопасност на транспорта установява, че неадекватната поддръжка довежда до прекомерно износване и евентуален отказ на критична система за управление на самолета по време на полет. Вероятната причина е посочена като „загуба на контрол на тангажа на самолета в резултат на повреда по време на полет на резбите на гайката „Акме“ на системата за тримиране на хоризонталния стабилизатор“. За усилията си да спасят самолета и двамата пилоти са наградени посмъртно със златен медал за героизъм на Асоциацията на авиационните пилоти.
Семействата на жертвите одобряват изграждането на мемориален слънчев часовник, който е поставен в Порт Хюнем на брега на Калифорния. Имената на всяка от жертвите са гравирани върху отделни бронзови плочи, монтирани по периметъра на циферблата. Слънчевият часовник хвърля сянка върху паметна плоча в 16:22 часа на всеки 31 януари.